# Sint-Hedwigskathedraal
De Sint-Hedwigskathedraal (Duits: Sankt-Hedwigs-Kathedrale) is sinds de oprichting van het rooms-katholieke aartsbisdom Berlijn in 1930 de bisschopskerk van de Duitse hoofdstad Berlijn. De kathedraal, die aan de Bebelplatz in het stadsdeel Mitte staat, heeft sinds 1927 de titel Basilica minor. De kerk is gewijd aan Hedwig van Andechs, de beschermheilige van Silezië.

## Geschiedenis

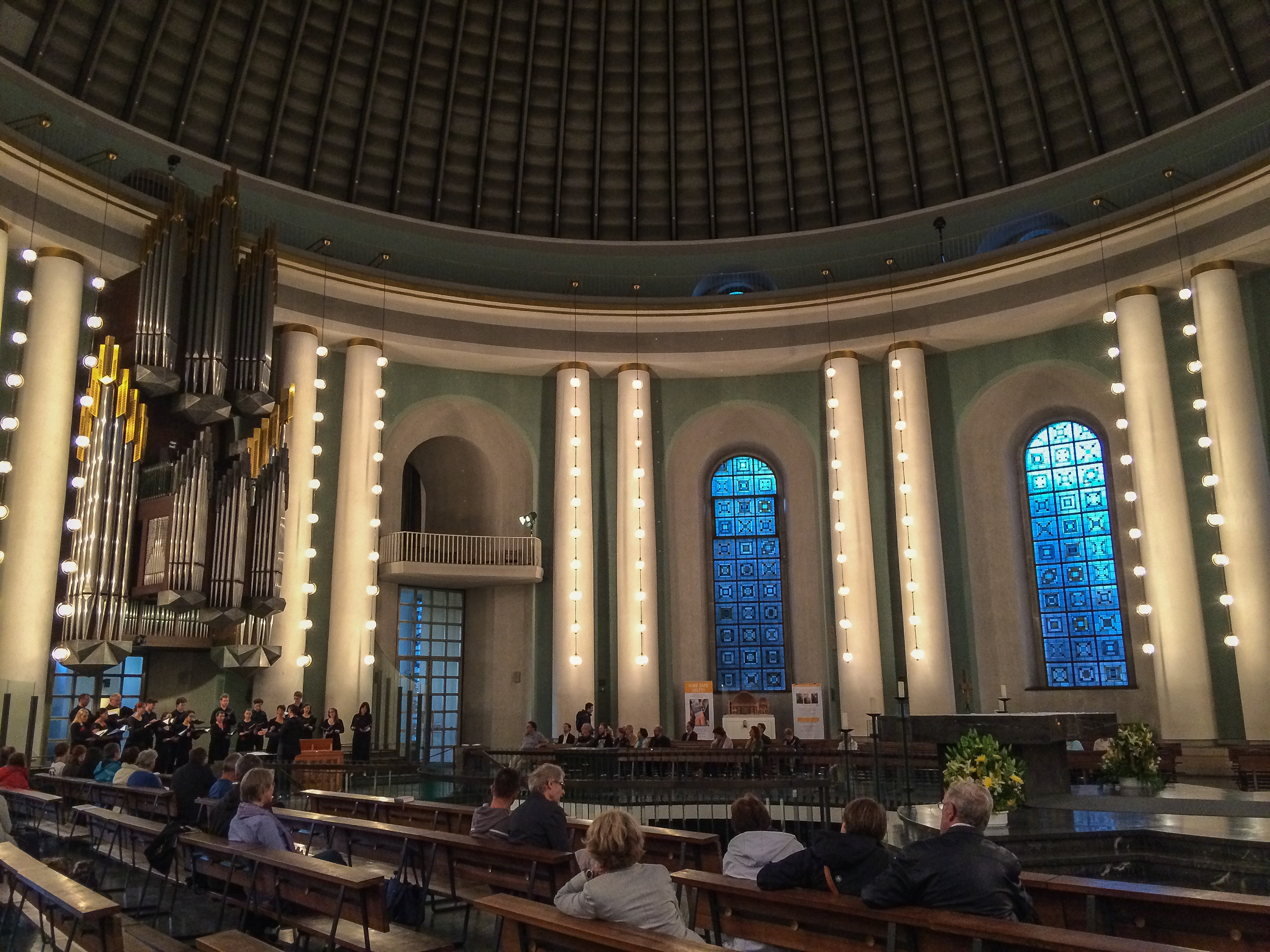
Interieur van de Sint-Hedwigskathedraal, juni 2014

De huidige kathedraal is het eerste rooms-katholiek kerkgebouw dat na de Reformatie in Pruisen gebouwd is. De katholieke gemeenschap van Berlijn beschikte eertijds over een bouwvallige kapel in de Kraußenstraße. Deze kapel was echter in de achttiende eeuw te klein geworden voor de groeiende katholieke gemeenschap. Zodoende gaf Koning Frederik de Grote in 1743 toestemming tot de bouw van een nieuwe katholieke kerk in Berlijn.
De Pruisische koning droeg 5.000 daalders voor de bouw bij, maar de katholieke gemeenschap moest het merendeel van de bouwkosten zelf betalen. Hierdoor liet de voltooiing van het bouwwerk erg lang op zich wachten. Nadat er giften vanuit heel Europa binnen waren gekomen, o.a. door bemiddeling in 1754 van Francesco Algarotti van kardinaal Angelo Maria Quirini, werd de kerk tussen 1747 en 1773 naar de plannen van Georg Wenzeslaus von Knobelsdorff op de Bebelplatz gebouwd. Jan Bouman hield toezicht op de bouw van het ronde gebouw, dat geïnspireerd was door het Pantheon in Rome.
De Hedwigskathedraal werd door Frederik de Grote vooral voor de nieuwe katholieke inwoners van Berlijn uit Silezië gebouwd. Daarom is de kerk ook gewijd aan de beschermheilige van die streek. Frederik de Grote had Silezië in 1740 in de Oostenrijkse Successieoorlog veroverd op het katholieke Oostenrijk en wilde met de bouw van een katholieke kerk een vriendelijk gebaar maken naar dat land. Met de bouw van een katholieke kerk in het centrum van een protestantse hoofdstad wilde hij tevens zijn religieuze tolerantie tonen. Ignacy Krasicki, bisschop van Ermland en vriend van de koning, wijdde het gebouw op 1 november 1773 in. Uiteindelijk werd de kerk pas in 1887 voltooid.
De kathedraal is tijdens nachtelijke luchtaanvallen op 2 maart 1943 door een brand verwoest en in de periode tussen 1952 en 1963 herbouwd. Het huidige interieur is door Hans Schwippert ontworpen, terwijl Fritz Schwerdt de tabernakel en het altaarkruis gebouwd heeft. De koepel is in een gewijzigde vorm zonder lantaarn hersteld.
In de crypte bevinden zich tomben van bisschoppen en een Madonna uit de 16de eeuw.
In 2018 werd de kathedraal gesloten in verband met een grote restauratie. De pontificale en kapittelvieringen worden tijdelijk gehouden in de Sint-Jozefkerk in het stadsdeel Wedding. In het voorjaar van 2022 heeft aartsbisschop-metropoliet Heiner Koch aan zijn gelovigen gevraagd om voor de bouw van het nieuwe hoofdaltaar steentjes uit hun woonomgeving te verzamelen en deze naar de kathedraal te brengen.

## Historische afbeeldingen

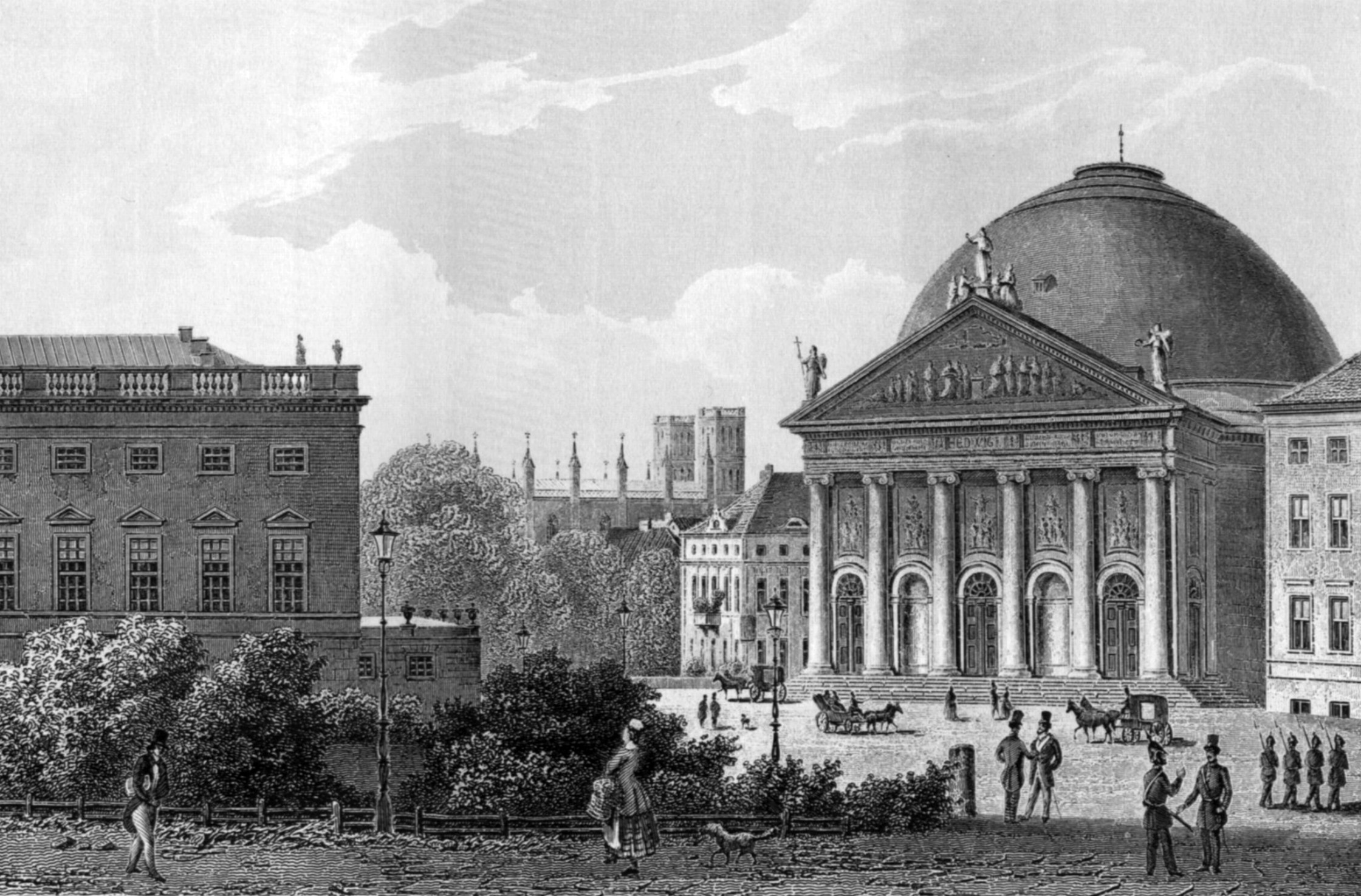
Sint-Hedwigskathedraal, door Joseph Maximilian Kolb, 1850
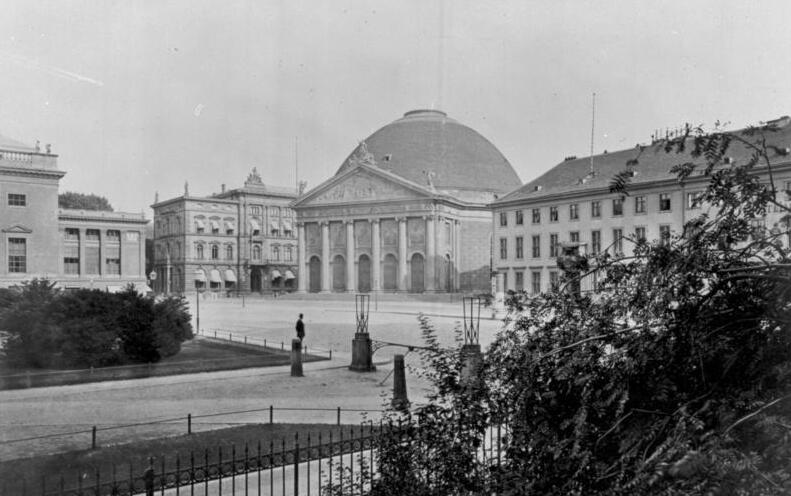
Hedwigskathedraal, 1886
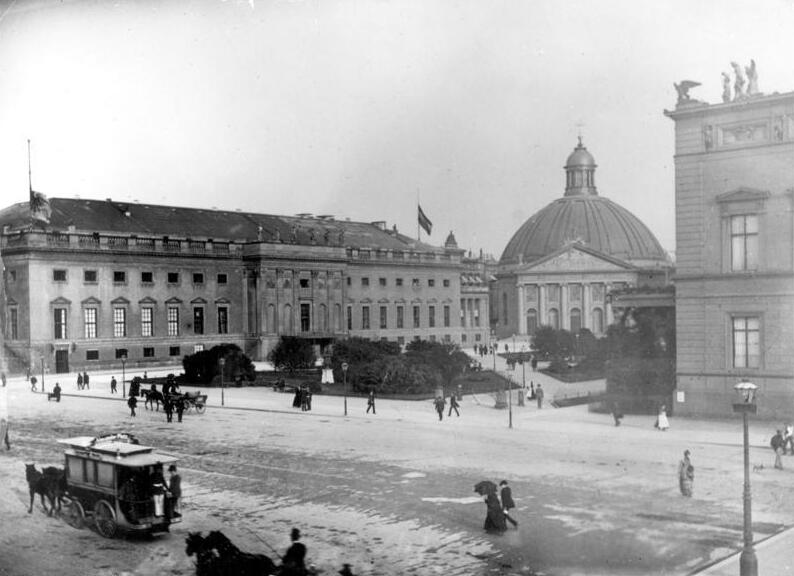
Hedwigskathedraal, rond 1900
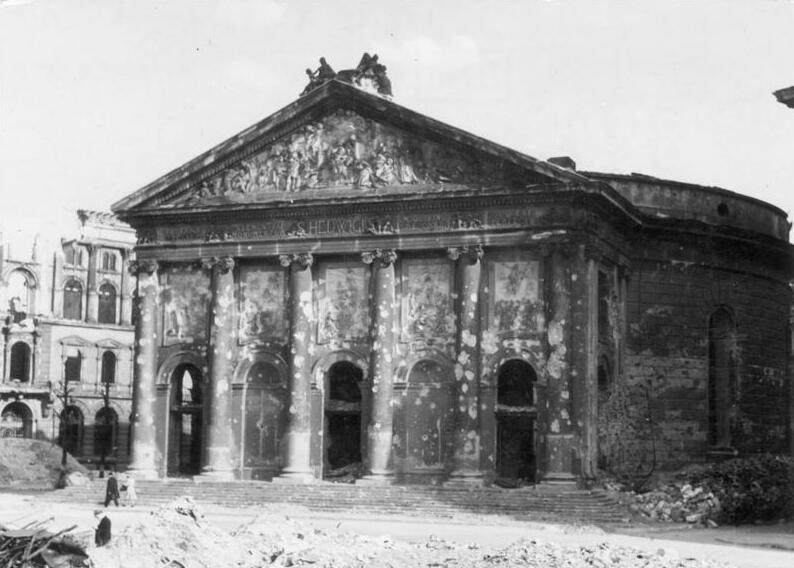
De ruïne van de kathedraal, 1943